# ژان مولن
ژان مولن (به فرانسوی: Jean Moulin)؛ (زاده ۲۰ ژوئن ۱۸۹۹ – درگذشته ۸ ژوئیه ۱۹۴۳) سیاستمدار اهل فرانسه و اسطوره نیروی مقاومت فرانسه در جنگ جهانی دوم بود. وی پس از اشغال استان محل خدمتش توسط آلمان نازی، تصمیم به مبارزه می‌گیرد. مولن همچنین برندهٔ جوایزی همچون لژیون دونور (افسر) شده‌است.

## زندگی
ژان مولن در پلاک ۶ کوچه الساس در بزیه فرانسه متولد شد. پدر او آنتوان امیل مولن (Antoine-Émile Moulin) یک شورشی و استاد غیر روحانی تاریخ و جغرافیا در دانشگاه خلق در همین شهر و مادرش خانم بلانش الیزابت په گو بود. ژان مولن کوچکترین پسر این خانواده بود.
ژان مولن دوران کودکی خود را در خانه خواهرش لوره و برادرش ژوزف که در سال ۱۹۰۷ در اثر بیماری برونشیت درگذشتند گذراند. او در مدرسه هانری چهارم بزیه یک دانش آموز متوسط بود. بعدها مانند پدرش که یک سوسیالیست رادیکال بود با دید عمیق جمهوریخواهی وارد زندگی سیاسی شد.
در سال ۱۹۱۷ در دانشکده حقوق مون‌پلیه ثبت نام کرد و در سال ۱۹۲۱ در این رشته لیسانس گرفت. وی به خاطر شهرت پدرش به عنوان شهردار شهر ارو انتخاب شد.
در سپتامبر سال ۱۹۴۱ ژان مولن به دلیل مخالفت با اشغالگری آلمانهای نازی پس از عبور از اسپانیا و پرتغال به لندن رفت تا به سازمان مقاومت فرانسه آزاد بپیوندد. او با شارل دوگل که در آن زمان رئیس دولت مقاومت فرانسه بود ملاقات کرد.

## مأموریت در فرانسه اشغال‌شده
پس از چند بار گفتگو با شارل دوگل برای متحد کردن جنبش‌های مقاومت به لیون فرستاده شد. او شورای ملی مقاومت را در زمان جنگ جهانی دوم هدایت کرد. مولن همواره به عنوان یکی از قهرمانان انقلاب فرانسه شناخته می‌شود. پس از مرگ و بعد از آزادی فرانسه به عنوان ژنرال بریگاد و در نوامبر سال ۱۹۴۶ به عنوان سرلشکر از او یاد شده‌است.

## ورود به مقاومت
مدتی قبل از اشغال فرانسه از طرف آلمان در سال ۱۹۳۹، ژان مولن به‌عنوان استاندار شارتر (Chartres) انتخاب شد. از روز اول شروع جنگ جهانی دوم، به‌عنوان یک ستوان ذخیره خواهان جنگیدن برای کشورش فرانسه بود. اما با مخالفت مواجه شد و دولت از او خواست که به‌عنوان استاندار باقی بماند و به جبهه نرود.
دهم مه سال ۱۹۴۰ فرانسه اشغال شد و ژان مولن تلاش کرد تا در منطقه آر- آه- لوار (Eure-et-Loir) آرامش را برقرار کند. پس از آن در ژوئن ۱۹۴۰ زمانی که نازی‌ها اعلامیه‌ای را به او تسلیم کردند وی در مقام استاندار، در مقابل یک انتخاب تعیین‌کننده قرار گرفت. بر اساس اعلامیه تسلیم شده، گروهی از تیربارچی‌های بنگلادشی وابسته به ارتش فرانسه، متهم به ارتکاب جنایات بزرگی شده بودند. ژان مولن که از بی‌گناهی متهمین آگاه بود، از امضاء سند سرباز زد.
ژان مولن که جرأت کرده بود با اشغالگران مخالفت کند، مورد ضرب و شتم قرارگرفته و زندانی شد. این رد همکاری با اشغالگران او را به انجام کاری واداشت که برای تداوم مقاومت ضروری بود. او تلاش کرد تا با یک قطعه شیشه شکسته گلوی خودش را پاره کند. او از مرگی حتمی نجات یافت ولی در سال ۱۹۴۰ از طرف حکومت ویشی از کار برکنار شد. پس از آن ژان مولن اولین گام‌های عملی اش را در مقاومت فرانسه برداشت.

## ادامه مقاومت و عملیات پارتیزانی
ژان مولن در ادامه فعالیت‌هایش در مقاومت به این باور رسیده بود که مبارزه علیه اشغالگران یک وظیفه است، لذا در سال ۱۹۴۱ به لندن رفت تا با ژنرال دوگل ملاقات کند. طولی نکشید که آن‌ها به یکدیگر اعتماد پیدا کردند. در این نقطه بود که مسئولیت یکپارچه کردن مقاومت در جنوب فرانسه بر عهده او گذاشته شد. وی با کسب اطمینان از حمایت‌های مالی اولیه، شب دوم ژانویه ۱۹۴۲ به فرانسه بازگشت.
بعد از ورود به فرانسه تغییر قیافه داد، ازجمله با قیافه یک روستایی کشاورز یا مدیر گالری هنری زندگی مخفی اش را شروع کرد. او با پرداخت بهایی سنگین، تلاش کرد تا با گروه‌های مقاومت ارتباط برقرار کند و آن‌ها را تحت فرماندهی ژنرال دوگل سازماندهی کند. از جمله فعالیت‌های او تأسیس ارتش مخفی (AS) بود. همچنین تلاش کرد که برای گروه‌های رزمنده تخصص‌های مختلفی را فراهم کند. کسب تخصص‌هایی مانند چتربازی، اطلاعات، مطبوعات، مخابرات، کمیته عمومی بررسی‌ها و هسته‌های اداری مردمی از جمله فعالیت‌های او در گروه‌های مقاومت ست.
در این پروسه وی با انرژی پایان‌ناپذیر موفق شد سه جنبش بزرگ مقاومت فرانسه، شامل نبرد (هنری فرنی)، تیراندازان فرانسوی (ژان- پیر لویی) و جنبش آزادیبخش جنوب (آستیه دولا ویژری) را متحد کند و نام تشکل جدید را جنبش‌های متحد مقاومت (MUR) گذاشت.
از آغاز ۱۹۴۳ میلادی عملیات پارتیزانی در فرانسه شدت گرفت و علاوه بر پاریس به شهرهایی مانند لیون، مارسی، گرونوبل و دیگر شهرهای این کشور نیز کشیده شد. در ابتدای همین سال ژان مولن سفر کوتاهی به لندن داشت. در آنجا با ژنرال دوگل ارتباط برقرار کرد و مأموریت تشکیل شورای ملی مقاومت (CNR) به او واگذار شد. در این ملاقات آن‌ها راهبرد مبارزه با قوای اشغالگر را مشخص کرده بودند. ژان مولن رئیس این شورا شد و اولین نشست شورا در بیست و هفتم ماه مه سال ۱۹۴۳ در پاریس برگزار شد.

## دستگیری و اعدام

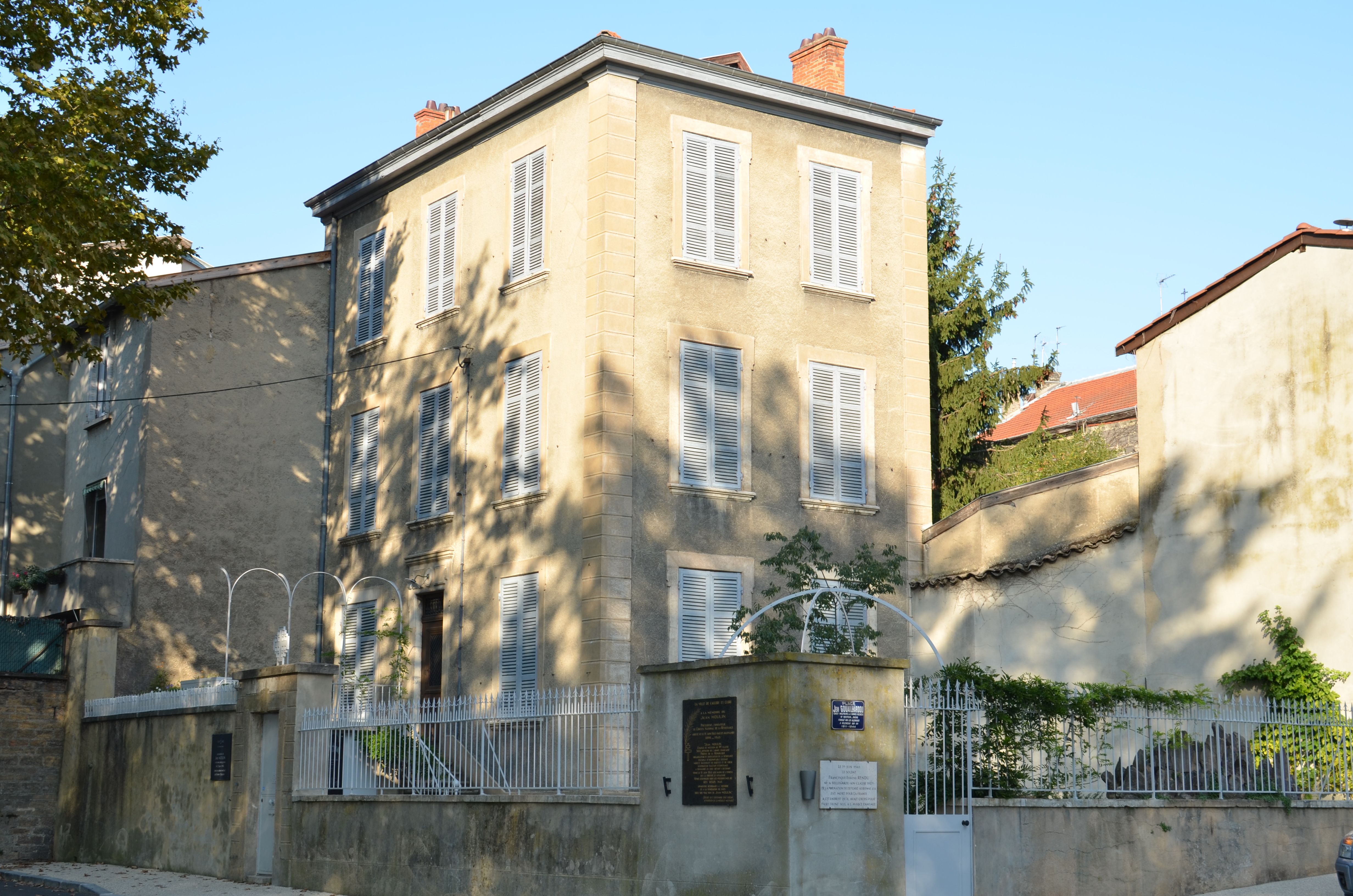
خانه دکتر Dugoujon، که در آن مولن دستگیر شد. (خانه بازسازی شده‌است)

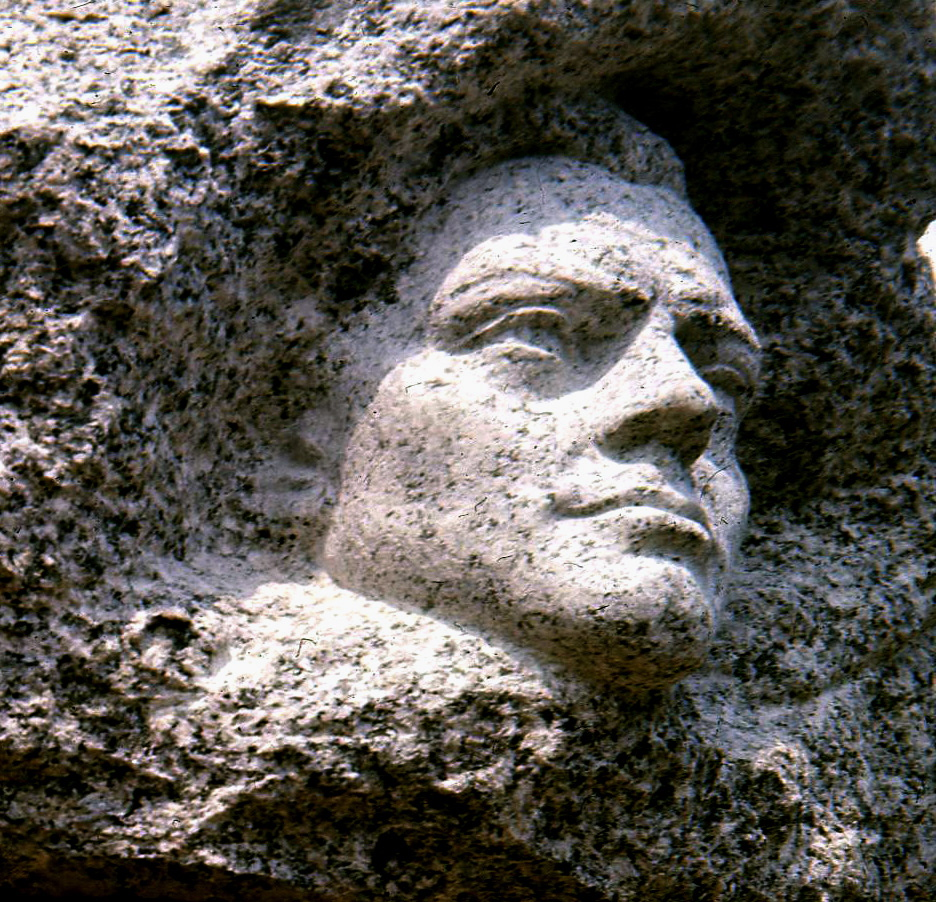
بنای یادبود ژان مولن در Aix-les-Bains.

۲۱ ژوئن ۱۹۴۳، گشتاپو به محل یکی از نشست‌های شورای ملی مقاومت تهاجم کرد و تمامی شرکت‌کنندگان در این نشست را دستگیر کرد. ژان مولن نیز دستگیر شد و به زندان گشتاپو افتاد و شکنجه شد. او در زندانی در لیون چندین روز تحت شکنجه قرار گرفت ولی علی‌رغم دردهای طولانی ناشی از شکنجه، هیچ اطلاعاتی در رابطه با فعالیت‌ها و جنبش‌هایی که تأسیس کرده بود به دشمن نداد. ژان مولن در هشتم ژوئیه سال ۱۹۴۳ به پاریس فرستاده شد ولی در میانه راه هنگامی که قطار حامل او به سمت آلمان حرکت می‌کرد، قبل از رسیدن به مرز زیر شکنجه‌های وحشیانه جان سپرد. مرگ او در ایستگاه متز Metz3 به ثبت رسید.

## یادواره

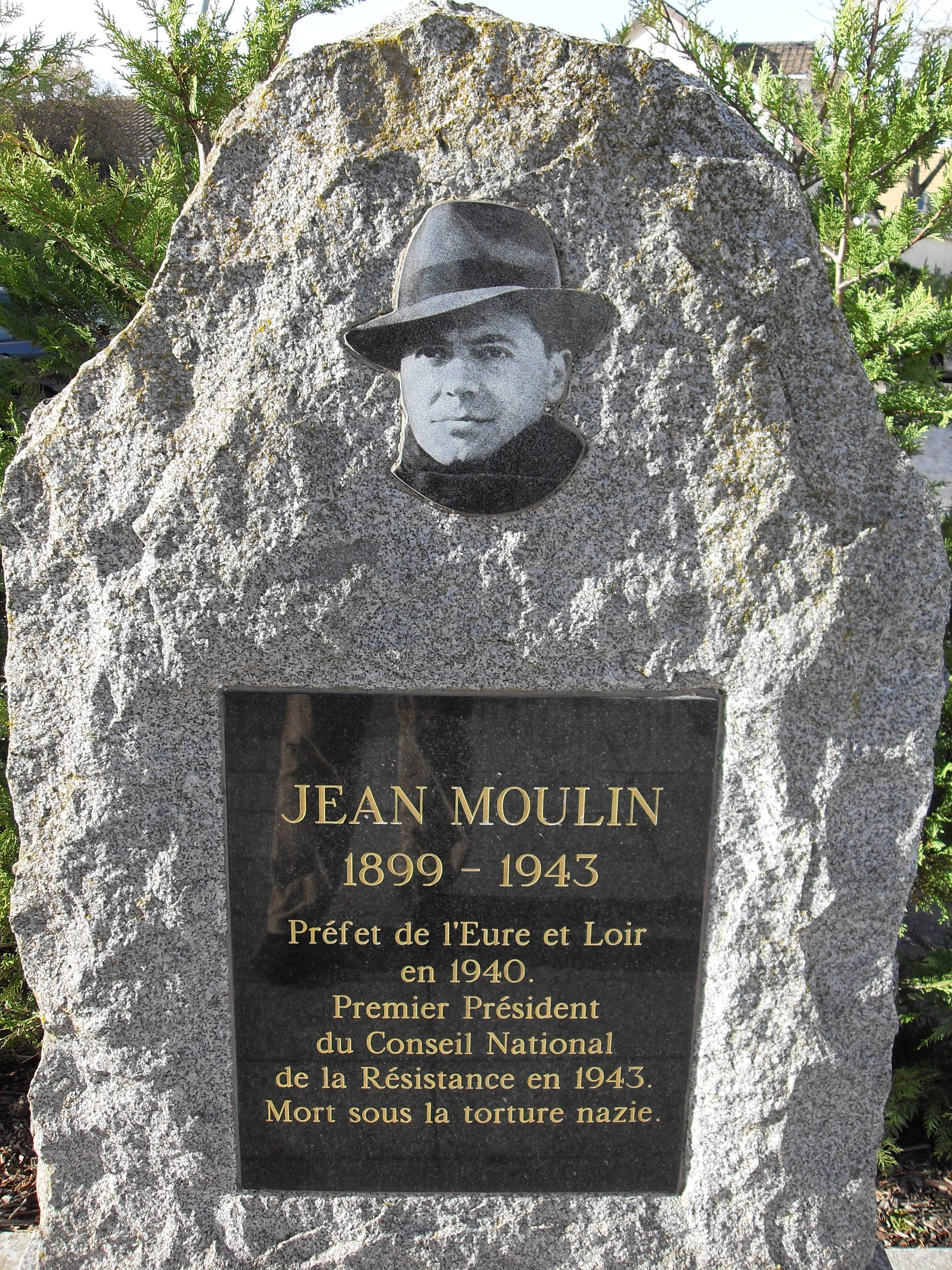
بنای یادبود ژان مولن

ژان مولن اسطوره نیروی مقاومت فرانسه در جنگ جهانی دوم بی‌آنکه دنبال کسب افتخاری یا چشمداشتی برای خود باشد، با جسم و روح برای آزادی ملتش از یوغ نازی جنگید. از سال ۱۹۶۴ خاکسترش در پانتئون پاریس آرمیده‌است.